# Dr.マキダシ
Dr.マキダシ（ドクターまきだし、1990年10月12日 - ）は、日本のラッパーであり、精神科医。ホラー作家や怪談師としても活動している。
2010年代前半からライブやMCバトルなどで活動を開始しており、ジャパニーズヒップホップの影響を受けている。特にヒップホップグループ・RHYMESTERの影響が大きい事を公言している。
かつてはMAKI DA SHIT名義で活動をしていた。
2020年頃より、かつてからの趣味であった怪談語りを本格的に開始し、2021年より怪談最恐戦に出場。怪談師とラッパーが話の怖さや面白さを競うトーク&ライブイベントラッパーの怖い話を主催している。

## 著書

### 単著
- 『トラウマ怪談録 精神科医が語る本当に怖い話』（2025年7月、竹書房） ISBN 4801944019

### 共著
- 『実話怪談 恐の家族』（2023年3月、竹書房） ISBN 480193482X